# Shōji Hamada
Shōji Hamada (jap. 濱田 庄司 Hamada Shōji; ur. 9 grudnia 1894, zm. 5 stycznia 1978) – japoński ceramik.
Pochodził z Kawasaki. Współpracował z brytyjskim ceramikiem Bernardem Leachem (1887–1978). W 1920 roku udał się do Wielkiej Brytanii, gdzie pomagał Leachowi w tworzeniu wytwórni ceramiki w kornwalijskim St Ives. Po powrocie do Japonii w 1924 roku osiadł w Mashiko w prefekturze Tochigi, gdzie istniało już silne zagłębie ceramiczne. Odbył liczne podróże na Okinawę, do Korei i do Chin, gdzie studiował tradycyjną sztukę ludową (mingei), w oparciu o którą wypracował własny, unikalny styl artystyczny.
W 1955 roku otrzymał tytuł Żywego Skarbu Narodowego (ningen-kokuhō), zaś w 1968 roku odznaczono go Orderem Kultury.